# Julian Riedel
Julian Riedel (* 10. August 1991 in Leverkusen) ist ein deutscher Fußballspieler.

## Karriere

### Bayer Leverkusen
Julian Riedel begann seine Karriere in der Jugend des TuS 05 Quettingen, bevor er im Jahr 1998 in die Jugend von Bayer 04 Leverkusen wechselte, der er bis 2010 angehörte. Zur Saison 2010/11 stieg er in den Kader der zweiten Mannschaft (U-23) auf, mit der er in der viertklassigen Regionalliga West antrat. Sein erstes Spiel absolvierte er unter Trainer Ulf Kirsten am 7. August 2010 bei dem torlosen unentschieden gegen die zweite Mannschaft vom VfL Bochum. Sein erstes und einziges Tor für die zweite Mannschaft, welche nach der Umstrukturierung der Regionalliga weiterhin in der Regionalliga West, am 7. November 2012 beim 2:3-Sieg gegen den VfB Hüls. In der 21. Minute erzielte er nach Vorarbeit von Tobias Steffen das zwischenzeitliche 2:1 für seine Mannschaft.
Sein Profidebüt gab Julian Riedel am 6. Dezember 2012 im letzten Gruppenspiel der Europa League gegen Rosenborg Trondheim, bei dem er über die volle Spielzeit durchspielte und in der 65. Spielminute den 1:0-Siegtreffer für sein Team erzielte. Erst wenige Stunden vor Anpfiff erhielt Riedel seine Spielgenehmigung als Spieler aus der B-Liste, nachdem er am Saisonbeginn nicht für den Europa-League-Kader nominiert wurde.

### Preußen Münster
Zur Saison 2013/14 verließ Julian Riedel Bayer und wechselte zu Preußen Münster in die dritte Liga. Am 17. August 2013 feierte er unter Trainer Pavel Dotchev bei dem 1:1-Unentschieden beim SV Wehen Wiesbaden sein Debüt, als er in der 88. Minute für Dennis Grote eingewechselt wurde. In seiner ersten Saison konnte er mit Preußen Münster das Finale im Westfalenpokal und besiegte dort die Sportfreunde Siegen im Leimbachstadion mit 3:0.

### Erzgebirge Aue
Zur Saison 2015/16 wechselte er zur Mannschaft vom FC Erzgebirge Aue, welche von seinen ehemaligen Trainer Pavel Dotchev betreut wurde, und unterschrieb einen Zweijahresvertrag mit Option. Sein Debüt im Auer-Dress gab er am 22. August 2015 beim 2:1-Sieg beim VfB Stuttgart II. Er wurde in der 68. Minute für Simon Handle eingewechselt.

### Hansa Rostock
Am 8. Juni 2017 verkündete der Drittligist Hansa Rostock die Verpflichtung von Riedel. Er erhielt an der Ostseeküste einen Zweijahresvertrag mit Option auf ein weiteres Jahr. Sein Startelfdebüt für die Kogge gab er am 1. Spieltag beim Auswärtsspiel in Lotte, welches er erneut unter, nun Hansa-Trainer Pavel Dotchev bestritt. Er erhielt einen Einsatz in der ersten Hauptrunde im DFB-Pokal gegen den Bundesligisten Hertha BSC (0:2), spielte in 36 von 38 möglichen Drittligaspielen für Hansa und wurde zum Ende der Saison Landespokalsieger Mecklenburg-Vorpommerns. Hierbei gelang ihm am 9. Mai 2018 im Halbfinalspiel gegen den Torgelower FC Greif sein erstes Pflichtspieltor für Rostock. Im finalen Spiel danach konnte die Kogge den FC Mecklenburg Schwerin bezwingen (2:1).
Schon im Sommer 2018 verlängerte Führungsspieler Riedel seinen Vertrag in Rostock vorzeitig und unterschrieb ein Arbeitspapier bis 2021. Er lief im DFB-Pokal der Saison 2018/19 zunächst gegen den Erstligisten VfB Stuttgart auf und erreichte mit der Mannschaft durch einen 2:0-Sieg die zweite Hauptrunde in der ihnen ein weiterer Bundesligist zugelost wurde. Gegen den 1. FC Nürnberg dann, verlor Rostock schließlich nach Elfmeterschießen 4:6. Riedel spielte in beiden DFB-Pokalspielen jeweils über die volle Distanz. In der Liga belegte er mit Hansa, wie in der Vorsaison, Platz 6. Der Innenverteidiger lief hierbei in 34 Spielen aufs Feld. Hinzu kamen drei Einsätze im Lübzer-Pilz-Cup (Mecklenburg-Vorpommern-Pokal), den Riedel mit den Ostseestädtern durch ein 4:1 gegen den Torgelower FC Greif auch gewann.
Zur Spielzeit 2019/20 wurde er von Hansa-Trainer Jens Härtel zum Mannschaftskapitän ernannt. Er belegte mit Rostock zum dritten Mal hintereinander den sechsten Tabellenplatz und erfuhr, bedingt durch eine Verletzung im Knie, nur 26 Drittligaeinsätze. Im Lübzer-Pils-Cup brachte es Riedel auf zusammen vier Einsätze und kam im Halbfinale gegen den FC Schönberg 95 zu seinem zweiten Pflichtspieltor. Dieser Wettbewerb konnte, wie im Jahr zuvor, gegen Torgelow gewonnen werden; diesmal allerdings mit 3:0. Im DFB-Pokal 2019/20 traf er erneut auf den, mittlerweile Zweitligisten, VfB Stuttgart und schied im heimischen Ostseestadion 0:1 aus.
Seine vierte Saison in Rostock begann, kurioser Weise, mit dem dritten Aufeinandertreffen hintereinander gegen den VfB Stuttgart in der ersten Hauptrunde im DFB-Pokal. Gegen die in die Bundesliga aufgestiegenen Schwaben verlor er mit Hansa wie im Vorjahr 0:1. Am 7. Spieltag im Heimspiel gegen Viktoria Köln (5:1) erzielte der gebürtige Leverkusener sein erstes Liga-Tor für Hansa zum zwischenzeitlichen 3:0. Im selben Spiel sah der 29-jährige Riedel erstmals in seiner Karriere auch die rote Karte. Im Laufe der Drittliga-Saison 2020/21 lief er 32 Mal (zwei Tore) für die Hanseaten auf. Noch vor Ablauf der Spielzeit, die mit dem Aufstieg in die 2. Bundesliga endete, verlängerte er seinen Vertrag in Rostock um zwei weitere Jahre bis 30. Juni 2023.
Nachdem Riedel in den ersten beiden Liga-Partien der Zweitligasaison 2021/22 noch keine Berücksichtigung gefunden hatte, erhielt er in der 1. Hauptrunde im DFB-Pokal 2021/22 gegen den 1. FC Heidenheim als Einwechselspieler für Nico Neidhart ab der 105. Minute seinen ersten Einsatz in dieser Spielzeit. Während der letzten Spielminute der Verlängerung dieser Begegnung konnte Ridge Munsy Riedels perfekte Flanke aus dem rechten Halbfeld zum 3:2-Siegtreffer verwerten. Riedel zog folglich mit Hansa in die zweite Runde des nationalen Pokalwettbewerbs ein. Dort traf er gegen Ligakonkurrent Jahn Regensburg zum 1:0-Führungstreffer, bezwang die Regensburger mit dem Team nach Elfmeterschießen 7:5 und schied im folgenden Achtelfinale gegen den Bundesligisten RB Leipzig aus. Im Ligabetrieb brachte er es auf 11 Einsätze und schaffte mit Hansa Rostock bereits am 32. Spieltag den vorzeitigen Klassenerhalt. Nach 160 Pflichtspielen (5 Tore) und fünf gemeinsamen Jahren einigten sich der F.C. Hansa und Riedel zum Saisonende auf eine vorzeitige Auflösung seines ursprünglich noch bis 30. Juni 2023 laufenden Vertrags.

### SV Waldhof Mannheim
Im Sommer 2022 folgte ein Wechsel zum Drittligisten SV Waldhof Mannheim.  Riedel gab dort unter Trainer Christian Neidhart am 1. Spieltag der Saison 2022/23 sein Startelfdebüt. Im Sommer 2024 wird er Mannheim verlassen.

### 1. FC Bocholt
Zur Saison 2024/25 wechselte er zum 1. FC Bocholt.

## Erfolge
Preußen Münster
- Westfalenpokalsieger: 2014

FC Erzgebirge Aue
- Aufstieg in die 2. Bundesliga: 2016
- Sachsenpokalsieger: 2016

F.C. Hansa Rostock
- Landespokalsieger Mecklenburg-Vorpommern: 2018, 2019, 2020
- Aufstieg in die 2. Bundesliga: 2021